# Brisbane Rugby League premiership
 (janvier 2025).
Si vous disposez d'ouvrages ou d'articles de référence ou si vous connaissez des sites web de qualité traitant du thème abordé ici, merci de compléter l'article en donnant les références utiles à sa vérifiabilité et en les liant à la section « Notes et références ».
La Brisbane Rugby League premiership était une compétition de rugby à XIII qui se tenait à Brisbane, dans le Queensland, en Australie, de 1909 à 1997. Jusque dans les années 1980, c'était la plus grande compétition sportive de Brisbane, attirant régulièrement de larges foules et une couverture médiatique imposante. Le déclin commença quand de nombreux joueurs décidèrent de quitter la ligue pour la bien plus lucrative New South Wales Rugby League premiership. La fondation des Brisbane Broncos en 1988 accru encore le désintérêt populaire. La Queensland Cup remplaça officiellement la Brisbane Rugby League premiership en 1998.